# Promiopteryx simplex
Promiopteryx simplex es una especie de mantis de la familia Thespidae.

## Distribución geográfica
Se encuentra en Brasil y Venezuela.